# Пјер Полијев
Пјер Марсел Полијев (фр. Pierre Marcel Poilievre; Калгари, 3. јун 1979) канадски је политичар, тренутно на функцији лидера Конзервативне партије Канаде од 2022. године. Био је народни посланик у Парламенту Канаде од 2004. до 2025, као и лидер опозиције од 2022. до 2025. године.
Полијев је рођен у Калгарију, у Алберти. Студирао је на Универзитету у Калгарију, где је дипломирао у области међународних односа. Након тога је радио за лидера Канадске алијансе Стоквела Деја. Полијев је изабран за посланика у Доњем дому Парламента након савезних избора 2004. године; у почетку је представљао изборну јединицу Непин−Карлтон, а касније обновљену изборну јединицу Карлтон. Од 2006. до 2013. године, под премијером Стивеном Харпером, обављао је различите функције парламентарног секретара. Затим је од 2013. до 2015. био министар за демократску реформу у Харперовој влади, а 2015. министар за запошљавање и социјални развој. Од 2017. до 2022. године, Полијев је био министра финансија у сенци, а накратко је обављао и улогу министра за послове и индустрију у сенци. Кандидовао се за лидера Конзервативне партије на изборима за руководство 2022. године, на којим је победио у првом кругу.
На канадским савезним изборима 2025. године, Конзервативци под вођством Полијева повећали су број својих места са 120 на 144 и остварили највећи удео у укупном броју гласова од оснивања странке 2003. године. Ипак, избори су резултовали мањинском владом Либералне партије, а Полијев је изгубио своје посланичко место у Парламенту.

## Спољашне везе
- Званична веб-страница